# 輕安
輕安，又譯猗、猗息、除，佛教術語，為七覺支之一，常用來指稱進入三摩地前心喜而身樂的狀態。也是大善地法之一。

## 概論
輕安，指身心的粗重部份被止息，去除了惡，排除了進入三昧的障礙，又被分為身輕安與心輕安兩部份。修行九住心，進入禪定狀況時，會在頭頂先發生重觸的覺受，但是身心都會非常舒適，此時就是進入輕安的狀態。這又被稱為未到地定，是最初階的禪定狀態。
輕安都是先由心輕安，接下來進入身輕安，感覺到身體的每個部份都非常舒適快樂，內心大為震動，通常被形容為「身心踴躍」。接下來就進入微妙的輕安樂，這就是進入了禪定（三摩地）。
輕安會有三種狀態
1. 明顯：心極明淨，可以觀察到很細微的變化。
2. 無分別：心境平靜，無變化，沒有波動起伏。
3. 妙輕安樂：身心極放鬆，無法形容的快樂，但是你又不會染著沈溺在其中，無法控制自己。